# Pakawops
Pakawops is een spinnengeslacht in de familie van de Selenopidae. 
Pakawops werd in 2011 beschreven door Sarah C. Crews & Harvey.

## Soort
Pakawops is monotypisch en omvat enkel de soort Pakawops formosanus.